# Cantone di Dol-de-Bretagne
Il Cantone di Dol-de-Bretagne è una divisione amministrativa dellarrondissement di Saint-Malo.
A seguito della riforma approvata con decreto del 18 febbraio 2014, che ha avuto attuazione dopo le elezioni dipartimentali del 2015, è passato da 8 a 31 comuni.

## Composizione
Gli 8 comuni facenti parte prima della riforma del 2014 erano:
- Baguer-Morvan
- Baguer-Pican
- Cherrueix
- Dol-de-Bretagne
- Epiniac
- Mont-Dol
- Roz-Landrieux
- Le Vivier-sur-Mer

Dal 2015 i comuni appartenenti al cantone sono i seguenti 31:
- Baguer-Morvan
- Baguer-Pican
- La Boussac
- Broualan
- Châteauneuf-d'Ille-et-Vilaine
- Cherrueix
- Dol-de-Bretagne
- Epiniac
- La Fresnais
- Hirel
- Lillemer
- Miniac-Morvan
- Mont-Dol
- Pleine-Fougères
- Plerguer
- Roz-Landrieux
- Roz-sur-Couesnon
- Sains
- Saint-Benoît-des-Ondes
- Saint-Broladre
- Saint-Georges-de-Gréhaigne
- Saint-Guinoux
- Saint-Marcan
- Saint-Père
- Saint-Suliac
- Sougéal
- Trans-la-Forêt
- Le Tronchet
- Vieux-Viel
- La Ville-ès-Nonais
- Le Vivier-sur-Mer